# 딜런 톰바이즈
딜런 제임스 톰바이즈(Dylan James Tombides, 1994년 3월 8일 ~ 2014년 4월 18일)는 오스트레일리아의 전 축구 선수로, 웨스트햄 유나이티드의 스트라이커로 활약 했었다. 톰바이즈는 지난 2011년 고환 종양을 발견한 뒤 3년 간 병마와 싸웠으나, 2014년 4월 18일 톰바이즈는 끝내 병상에서 일어나지 못하였고 향년 20세의 젋은 나이에 세상과 작별을 하였다.
오스트레일리아 출신인 톰바이즈는 오스트레일리아 청소년 대표팀에 포함되면서 청소년 월드컵(17세 이하) 무대를 밟을 정도로 기대를 모았다. 15세 때 웨스트햄에 입단해 2012년 정식계약을 맺은 뒤 리그컵에서 데뷔전을 치르기도 했다. 웨스트햄은 '톰바이즈는 사랑스러운 아들, 멋진 오빠, 웨스트햄의 자랑스러운 선수였다. 우리 모두 그를 그리워할 것'이라고 애도의 뜻을 표했다. 그의 소속팀인 웨스트햄 유나이티드는 크리스탈 팰리스전에서 톰바이즈의 추모식을 가졌고 그의 등번호 39번을 영구 결번 하기로 하였다.